# Veikkausliiga 2010
La Veikkausliiga 2010 fue la 80va. temporada de la Primera División de Finlandia. La temporada comenzó el 16 de abril de 2010 y finalizó el 23 de octubre de 2010. El campeón fue el club HJK Helsinki que consiguió su 23° título de liga.

## Ascenso y descenso
| Pos. | Descendidos de la Veikkausliiga 2009 |
| ---- | ------------------------------------ |
| 14º  | RoPs                                 |

| Pos. | Ascendidos de la Ykkönen 2009 |
| ---- | ----------------------------- |
| 1º   | Oulu                          |

## Clubes
| Club           | Ciudad       | Estadio                | Capacidad |
| -------------- | ------------ | ---------------------- | --------- |
| Haka           | Valkeakoski  | Tehtaan kenttä         | 3.516     |
| HJK            | Helsinki     | Sonera Stadium         | 10.770    |
| Honka          | Espoo        | Tapiolan Urheilupuisto | 6.000     |
| Inter Turku    | Turku        | Veritas Stadion        | 9.372     |
| Jaro           | Pietarsaari  | Jakobstads Centralplan | 5.000     |
| JJK            | Jyväskylä    | Harjun stadion         | 3.000     |
| KuPS           | Kuopio       | Magnum Areena          | 3.500     |
| Lahti          | Lahti        | Lahden Stadion         | 14.465    |
| Oulu           | Oulu         | Castrén Stadion        | 4.000     |
| IFK Mariehamn  | Mariehamn    | Wiklöf Holding Arena   | 1.600     |
| MyPa           | Anjalankoski | Saviniemi              | 4.167     |
| RoPS           | Rovaniemi    | Keskuskenttä           | 3.400     |
| Tampere United | Tampere      | Ratina Stadion         | 17.000    |
| TPS            | Turku        | Veritas Stadion        | 9.372     |
| VPS            | Vaasa        | Hietalahti Stadium     | 4.600     |

## Sistema de competición
Los catorce equipos participantes jugaron entre sí todos contra todos dos veces totalizando 26 partidos cada uno, al término de la jornada 26 el primer clasificado obtuvo un cupo para la segunda ronda de la Liga de Campeones 2011-12, mientras que el segundo y tercer clasificado obtuvieron un cupo para la primera ronda de la Liga Europea 2011-12; por otro lado el último clasificado descendió a la Segunda División 2011, mientras que el penúltimo clasificado jugó el Play-off de relegación contra el subcampeón de la  Segunda División que determinó el equipo que jugará en la Veikkausliiga 2011.
Un tercer cupo para la primera ronda de la Liga Europea 2011-12 fue asignado al campeón de la Copa de Finlandia.

## Tabla de posiciones
| Pos. | Equipo           | Pts. | PJ | G  | E  | P  | GF | GC | Dif. | Clasificación 2011–12                 |
| ---- | ---------------- | ---- | -- | -- | -- | -- | -- | -- | ---- | ------------------------------------- |
| 1    | HJK              | 52   | 26 | 15 | 7  | 4  | 43 | 19 | +24  | Segunda ronda de la Liga de Campeones |
| 2    | KuPS             | 48   | 26 | 15 | 3  | 8  | 45 | 36 | +9   | Segunda ronda de la Liga Europea      |
| 3    | TPS              | 45   | 26 | 13 | 6  | 7  | 46 | 30 | +16  | Segunda ronda de la Liga Europea      |
| 4    | Honka            | 41   | 26 | 12 | 5  | 9  | 42 | 34 | +8   | Primera ronda de la Liga Europea      |
| 5    | Jaro Pietarsaari | 38   | 26 | 11 | 5  | 10 | 42 | 34 | +8   |                                       |
| 6    | Inter Turku      | 37   | 26 | 10 | 7  | 9  | 34 | 32 | +2   |                                       |
| 7    | Tampere United   | 34   | 26 | 10 | 4  | 12 | 37 | 46 | −9   |                                       |
| 8    | Haka             | 33   | 26 | 9  | 6  | 11 | 30 | 38 | −8   |                                       |
| 9    | MyPa             | 32   | 26 | 7  | 11 | 8  | 36 | 39 | −3   |                                       |
| 10   | VPS              | 31   | 26 | 8  | 7  | 11 | 29 | 40 | −11  |                                       |
| 11   | Oulu             | 30   | 26 | 8  | 6  | 12 | 31 | 44 | −13  |                                       |
| 12   | IFK Mariehamn    | 28   | 26 | 7  | 7  | 12 | 38 | 43 | −5   |                                       |
| 13   | JJK              | 27   | 26 | 8  | 3  | 15 | 34 | 41 | −7   | Promoción por la permanencia          |
| 14   | Lahti            | 26   | 26 | 5  | 11 | 10 | 26 | 37 | −11  | Descenso a Ykkönen 2011               |

Actualizado a los partidos jugados el 23 de octubre de 2010.
 Fuente: Soccerway
Notas:
1. ↑  Tras ganar la Copa de Finlandia, el TPS obtuvo un cupo para la segunda ronda de la Liga Europea 2011-12.

## Tabla de resultados cruzados
| Local \ Visitante | HAK | HJK | HON | INT | JAR | JJK | ACO | KPS | LAH | MAR | MYP | TAM | TPS | VPS |
| ----------------- | --- | --- | --- | --- | --- | --- | --- | --- | --- | --- | --- | --- | --- | --- |
| Haka              | —   | 0–3 | 2–0 | 1–3 | 4–3 | 1–2 | 2–0 | 2–1 | 0–0 | 2–1 | 0–1 | 1–0 | 0–0 | 1–1 |
| HJK               | 1–1 | —   | 0–1 | 2–2 | 2–1 | 1–0 | 2–0 | 1–2 | 0–0 | 3–1 | 2–0 | 3–1 | 2–0 | 3–0 |
| Honka             | 4–2 | 3–1 | —   | 1–1 | 3–1 | 2–3 | 3–4 | 2–1 | 1–2 | 3–0 | 3–1 | 0–2 | 1–0 | 0–0 |
| Inter Turku       | 1–0 | 0–0 | 2–0 | —   | 2–0 | 3–2 | 0–2 | 1–3 | 1–3 | 1–1 | 1–1 | 0–2 | 1–2 | 1–0 |
| Jaro              | 5–0 | 1–1 | 0–0 | 0–1 | —   | 1–3 | 1–2 | 0–1 | 2–0 | 2–0 | 3–2 | 2–2 | 1–3 | 3–2 |
| JJK               | 1–2 | 1–2 | 0–1 | 0–3 | 1–2 | —   | 6–1 | 1–3 | 2–2 | 0–2 | 1–1 | 0–1 | 0–2 | 0–1 |
| Oulu              | 1–1 | 1–1 | 2–0 | 1–0 | 0–1 | 1–2 | —   | 2–5 | 1–2 | 0–0 | 1–1 | 3–0 | 0–2 | 1–1 |
| KuPS              | 1–0 | 0–5 | 0–2 | 2–1 | 2–1 | 2–0 | 3–1 | —   | 1–1 | 0–0 | 2–1 | 6–2 | 2–1 | 1–2 |
| Lahti             | 0–1 | 0–1 | 2–4 | 1–1 | 1–3 | 0–0 | 0–3 | 2–1 | —   | 1–1 | 0–2 | 0–1 | 1–3 | 2–1 |
| IFK Mariehamn     | 2–3 | 1–2 | 2–2 | 3–0 | 0–0 | 3–2 | 0–2 | 1–2 | 2–2 | —   | 1–2 | 2–3 | 2–1 | 0–3 |
| MyPa              | 2–1 | 1–1 | 2–2 | 3–2 | 0–1 | 2–4 | 1–1 | 1–1 | 1–1 | 2–1 | —   | 3–0 | 2–2 | 2–2 |
| Tampere United    | 2–1 | 2–0 | 2–1 | 0–1 | 1–4 | 0–2 | 3–1 | 1–3 | 0–0 | 3–4 | 1–1 | —   | 1–1 | 3–0 |
| TPS               | 1–1 | 0–1 | 1–0 | 2–2 | 0–3 | 2–0 | 5–0 | 3–0 | 3–2 | 1–4 | 3–0 | 4–3 | —   | 1–1 |
| VPS               | 2–1 | 0–3 | 1–3 | 0–3 | 1–1 | 0–1 | 2–0 | 2–0 | 1–1 | 1–4 | 2–1 | 3–1 | 0–3 | —   |

## Play-off de relegación
Será jugado entre el decimotercero de la liga contra el subcampeón de la Segunda División de Finlandia.
| Equipo 1  | Agr. | Equipo 2 | Ida | Vuelta |
| --------- | ---- | -------- | --- | ------ |
| Viikingit | 1–3  | JJK      | 1–1 | 0–2    |

## Goleadores
| Pos. | Jugador           | Club          | Goles |
| ---- | ----------------- | ------------- | ----- |
| 1    | Juho Mäkelä       | HJK           | 16    |
| 2    | Roope Riski       | TPS           | 12    |
| 3    | Henri Lehtonen    | Inter Turku   | 11    |
| 4    | Tamás Gruborovics | IFK Mariehamn | 10    |
| 4    | Jonatan Johansson | TPS           | 10    |
| 6    | Tommi Kari        | JJK           | 9     |
| 6    | Jami Puustinen    | Honka         | 9     |
| 6    | Maxim Votinov     | MYPA          | 9     |
| 9    | Dudu              | KuPS          | 8     |
| 9    | Frank Jonke       | Oulu          | 8     |